# UdSSR-W6 Ossoawiachim
Das Luftschiff UdSSR-W6 „Ossoawiachim“ (russisch СССР-В6 Осоавиахим) war der größte Erfolg der sowjetischen Leichter-als-Luft-Luftschiff-Flotte und auch das größte dort je gebaute Luftschiff. Im Oktober 1937 brach es mit einer Fahrtdauer von 130 Stunden und 27 Minuten den Dauerfahrtrekord für Luftschiffe aller Klassen. OSSOAWIACHIM war der Name der „Gesellschaft zur Förderung der Verteidigung, des Flugwesens und der Chemie“, einer paramilitärischen Organisation der Sowjetunion.
Über die sowjetische Luftschifffahrt sind nur wenige, teils widersprüchliche und kaum nachprüfbare Informationen vorhanden. Dies ist zum einen auf die von der Sowjetunion betriebene Geheimhaltung, die praktisch keinerlei Informationen offenbarte, und zum anderen auf die Propaganda zurückzuführen, die zwar oft große Projekte bewarb, deren Realisierung jedoch im Dunkeln ließ. Daher sind auch die Informationen in diesem Artikel kritisch zu betrachten.

## Entstehung
Nicht zuletzt durch die Besuche großer Luftschiffe wie der Norge und des LZ 127 „Graf Zeppelin“ wuchs auch in der Sowjetunion der Wunsch, große Luftschiffe zu bauen. Man lud daher den italienischen Luftschiff-Konstrukteur Umberto Nobile ein, in der Sowjetunion den Luftschiffbau voranzutreiben. Diese Entscheidung wurde durch Stalin selbst abgesegnet, während Mussolini, der sich gute Propaganda für das faschistische Italien erhoffte, zustimmte.
Nobile siedelte im Mai 1932 nach Moskau über. Er stand dort jedoch ganz am Anfang. Die Bauwerft verfügte anfangs weder über eine Luftschiffhalle noch über Werkstätten oder Material. Nobile wurde die Ausbildung der zukünftigen sowjetischen Luftschiffer und Techniker übertragen. Die Gestaltung und Konstruktion des Luftschiffes begann nach vielen Hürden im Sommer 1933.
Wie für Stalin und die Sowjetunion üblich, wurden solche Projekte nicht allein in die Verantwortung eines Ausländers gegeben. Unabhängig von Nobile bauten sowjetische Techniker im August 1934 ein halbstarres Luftschiff mit einem Volumen von 9.150 m³. Es erhielt die Bezeichnung W7. Es wurde jedoch nur wenige Tage nach der Fertigstellung in der Luftschiffhalle durch ein Feuer zerstört.
Nobiles Arbeit ging jedoch weiter. W6 wurde in Dolgoprudny gebaut und führte seine Jungfernfahrt am 5. November 1934 unter Umberto Nobile durch. Zwei Tage später fuhr das Luftschiff triumphierend über Moskau und war Teil der Feierlichkeiten zur Oktoberrevolution. Die W6 wurde „Ossoawiachim“ (Abkürzung für Obschtschestwo sodejstwija oborone, aviazionnomu i chimitscheskomu stroitjelstwu – Gesellschaft zur Förderung der Verteidigung, des Flugwesens und der Chemie (russisch Общество содействия обороне, авиационному и химическому строительству)) genannt, nach einer Organisation, die die Luftfahrt in der breiten Öffentlichkeit populär machen sollte.

## Technik
W6 war eine Weiterentwicklung von Nobiles Italia mit einer Länge von ca. 105 m, einem Durchmesser von etwa 18–20 m, einem Volumen von 19.400 m³. Der Auftriebskörper war in sechs Gaszellen unterteilt. Die Eigenmasse betrug etwa 12 Tonnen, das Startgewicht 21,3 t. Die Gondellänge betrug 15,12 m. Drei Kolbenmotoren mit insgesamt 590 kW (andere Quelle: 3 × 191 kW) ermöglichten eine Geschwindigkeit von 93 km/h. Andere Quellen sprechen von 115 km/h. Das Schiff wurde von einer 15-köpfigen Besatzung betrieben.

## Betrieb
Alle während des Aufenthalts Nobiles von 1931 bis 1936 in der Sowjetunion gebauten Luftschiffe waren zum Passagiertransport vorgesehen. UdSSR-W6 sollte die Linie zwischen Moskau und Swerdlowsk befahren, konnte jedoch nicht eingesetzt werden, da es dort keine Luftschiffhallen, Ankermasten und Möglichkeiten zum Auftanken gab. Erst 1936 wurde schließlich in Swerdlowsk ein Ankermast aufgestellt.
1937 führte Luftschiffkapitän Pankow mit W6 eine 79-stündige erfolgreiche Versuchsfahrt auf der Route Moskau–Swerdlowsk–Moskau und bei ständig laufenden Motoren eine Dauerrekordfahrt von 130 Stunden und 27 Minuten durch.
Die Rekordfahrt begann in Dolgoprudnyj (russisch Долгопрудный) am 29. September und endete am 4. Oktober. Die zurückgelegte Strecke betrug angeblich rund 5.000 km. Diese Fahrten dienten der Vorbereitung eines regelmäßigen Luftschiffverkehrs.
Die Quellenlage zu weiteren Fahrten ist sehr dünn.

## Das Ende
Am 5. Februar 1938 um 16:45 Uhr fuhr das Schiff in seinen Untergang. Eine Gruppe sowjetischer Arktis-Forscher unter Iwan Papanin hatte in der Nähe des Nordpols die Eisdriftstation Nordpol-1 bezogen, die schließlich die grönländische Ostküste entlang trieb. Dort begann das Eis aufzubrechen, worauf die Besatzung am 1. Februar 1938 einen Hilferuf absetzte. Daraufhin wurde UdSSR-W6 ausgesandt, um die Forscher aufzunehmen. Das Unglück geschah während der Fahrt von Moskau nach Murmansk, die eigentlich als Bewährungstest für die arktischen Bedingungen dienen sollte. Von Murmansk aus wollten die Luftschiffer dann zur Aufnahme der Forscher in Richtung Grönland aufbrechen.
Das Schiff kollidierte in der Nähe von Kandalakscha mit dem 440 m hohen Berg Neblo (russisch Небло). Nach der offiziellen Version war auf den „vorrevolutionären“ Karten an der Unglücksstelle eine Senke bis 30 m unter den Meeresspiegel eingezeichnet. Inoffiziell wird berichtet, dass aufgrund des Misstrauens zu den alten Karten und der schlechten Sicht der Erste Kommandant Nikolai Gudowanzew befahl, auf 800 m zu steigen. Iwan Pankow, der Zweite Kommandant, ließ sich jedoch bei der Ausführung sehr viel Zeit, da er befürchtete, bei der schlechten Sicht die Orientierung zu verlieren. Er blieb stattdessen auf einer Höhe von 300 m. Von den 19 Personen an Bord kamen 13 in der Kabine um, drei weitere wurden verletzt.
Das Grab der Luftschiffer befindet sich auf dem Nowodewitschi-Friedhof in Moskau. Die Forscher auf der Eisscholle wurden von Eisbrechern gerettet. Es wird angenommen, dass dieses Unglück auch der Grund für das Ende des damaligen sowjetischen Luftschiffbauprogramms war.
1968 wurde auf dem Berg Neblo, an dem das Luftschiff zerschellte, von Schülern und der lokalen Verwaltung ein Denkmal neben den noch vorhandenen Trümmern errichtet.